# 이영호 (기업인)
이영호(1958년 8월 23일 ~ )는 대한민국의 기업인이다. 

## 출신 학교
- 경북대학교 사범대학 부설고등학교
- 고려대학교 농화학과 학사
- 고려대학교 대학원 경영학 석사

## 경력
- 2007년 : 롯데칠성음료 마케팅담당 이사
- 2009년 : 롯데칠성음료 중국법인 총경리
- 2011년 : 롯데칠성음료 영업본부장
- 2012년 2월 : 롯데햄 대표이사
- 2013년 4월 : 롯데푸드 대표이사 사장
- 롯데그룹 식품 BU장, 사장